# DSM-5
Le DSM-5 est la cinquième et plus récente édition, publiée en 2013, du Manuel diagnostique et statistique des troubles mentaux, et des troubles psychiatriques (en anglais : Diagnostic and Statistical Manual of Mental Disorders) de l'Association américaine de psychiatrie (APA, en anglais : American Psychiatric Association).
Publié aux États-Unis, il remplace l'édition précédente, datant de 2003, après consultation, révision et préparation,,. 
La version française est parue en 2015,.
Cette nouvelle version du manuel a fait l'objet de critiques quant à sa scientificité et aux intérêts pharmaceutiques qui semblent y être liés.

## Développement
En 1999, une conférence de recherche sur le DSM–5, sponsorisée par l'APA et le National Institute of Mental Health (NIMH), se tient dans le but d'établir des priorités. Six différents groupes de chercheurs se focalisent chacun sur un sujet : nomenclature, neuroscience et génétiques, diagnostics et problèmes développementaux, relationnels (en) et de la personnalité, handicap et troubles mentaux, ainsi que problèmes interculturels. Pour la première fois dans l'historique de révision de ce manuel, l'APA exige des psychiatres qui travaillent sur la nouvelle édition qu'ils signent un accord de stricte confidentialité. Dans une lettre ouverte, Robert Spitzer, éditeur du DSM-III, réclame que l'obligation de secret soit levée afin que des observateurs extérieurs puissent analyser les débats scientifiques derrière les diagnostics nouveaux et révisés. Darrel Regier, coéditeur de la nouvelle version, soutient que le travail d'élaboration doit rester privé.
Le 23 juillet 2007, l'APA annonce à ses membres qu'il superviserait le développement du DSM-5. La rédaction de l'ouvrage est effectuée par 32 membres sous la direction de David Kupfer, professeur de neurosciences à la faculté de médecine de l'université de Pittsburgh. Les scientifiques travaillant sur la révision textuelle du DSM sont expérimentés en recherches, soins cliniques, biologie, génétiques, statistiques, épidémiologie, santé publique et dans la défense des consommateurs.
La nouvelle organisation des chapitres vise également à rapprocher davantage les domaines de diagnostics qui semblent liés, comme illustré par la création d'une catégorie spécifique pour le trouble bipolaire et les troubles reliés (auparavant classés dans les troubles de l'humeur avec la dépression) qui sont placés immédiatement après les troubles du spectre de la schizophrénie et les autres troubles psychotiques.
Dans chaque catégorie de diagnostics, les troubles généralement diagnostiqués durant l'enfance sont mentionnés en premier.

## Modifications principales

### Addictologie
En addictologie, les notions d'abus et de dépendance sont obsolètes.
L'expression « troubles liés à l'usage de substances » est définie par l'existence d'au moins deux des critères suivants sur une période d'un an :
- consommation importante ou sur période plus longue que prévu ;
- efforts d'arrêt infructueux ;
- perte de temps ;
- manque intense (en anglais craving) ;
- altération des obligations ;
- persistance d'usage malgré les problèmes qu'il cause ;
- abandon des autres activités ;
- situations dangereuses ;
- tolérance ;
- sevrage.

La sévérité se cote par tranches :
- légère si 2 à 3 symptômes ;
- modérée si 4 à 5 symptômes ;
- sévère au-delà.

### Schizophrénie
Les troubles suivants ont été retirés de la 5e édition du DSM :
- 295.30 Schizophrénie - Type paranoïde
- 295.10 Schizophrénie - Type désorganisé
- 295.20 Schizophrénie - Type catatonique
- 295.90 Schizophrénie - Type indifférencié
- 295.60 Schizophrénie - Type résiduel
- 297.3 Trouble psychotique partagé

### Troubles du spectre de l'autisme
Le syndrome d'Asperger n'est plus classé en tant que trouble à part, et, à la place, est classé dans la section des troubles du spectre de l'autisme (TSA). Sous cette nouvelle proposition de classification, les cliniciens notent la sévérité des symptômes cliniques présents dans le TSA (sévère, moyen ou modéré). Cependant, cette proposition a fait l'objet de plusieurs critiques de la part de spécialistes du syndrome d'Asperger tels que Tony Attwood et Simon Baron-Cohen,,.

### Trouble bipolaire
Des suggestions ont été faites pour approfondir les troubles bipolaires (Akiskal and Ghaemi, 2006)[Qui ?][Quoi ?]. Ces propositions incluent notamment un critère plus détaillé pour le diagnostic du trouble bipolaire chez l'enfant,,.

### Troubles de la personnalité
Une « reconceptualisation majeure » est proposée concernant les troubles de la personnalité,. L'APA rend publique le 10 février 2010, sur son site internet, une version préliminaire des critères pour les différents diagnostics de trouble de la personnalité . Ceux-ci sont basés sur une approche dimensionnelle plutôt que sur l'approche traditionnelle, dite « catégorielle », en vigueur depuis l'apparition des troubles de la personnalité dans le DSM-III (1980). Bien que prometteuse, l'approche dimensionnelle a été mise en section 3 du DSM-5, en guise d'alternative à l'approche catégorielle, toujours préconisée.
La catégorisation dimensionnelle se distingue nettement de celle catégorielle : les trois regroupements (clusters) ont disparu de même que quatre troubles types, soit le Trouble de la personnalité schizoïde, le Trouble de la personnalité paranoïaque, le Trouble de la personnalité histrionique et le Trouble de la personnalité dépendante. La catégorisation alternative offre donc six diagnostics prototypiques : 
- Trouble de la personnalité schizotypique
- Trouble de la personnalité borderline (limite)
- Trouble de la personnalité antisociale
- Trouble de la personnalité narcissique
- Trouble de la personnalité obsessionnelle-compulsive
- Trouble de la personnalité autre - Spécifié à partir des traits

Contrairement à la catégorisation catégorielle pour laquelle le clinicien doit uniquement postuler sur la présence ou l'absence de traits caractéristiques pour chacun des troubles de la personnalité investigué, la catégorisation dimensionnelle se subdivise en trois parties. La première partie consiste en une évaluation de l’atteinte du fonctionnement personnel et interpersonnel du patient à l'aide d'un continuum. La deuxième partie vise l’identification de ses traits de personnalité pathologiques, de même que leur degré de sévérité. Ces traits sont au nombre de cinq : affectivité négative, détachement, antagonisme, désinhibition et psychoticisme, chacun d'eux étant composé de trois à neuf facettes de la personnalité. Cette partie utilise des approches classificatoires différentes : catégorielle et dimensionnelle. En un premier temps, on vise à identifier si le patient possède ou non les traits pathologiques (approche catégorielle), puis, en un second temps, on tente d’en évaluer la sévérité en leur assignant une note sur un continuum allant de faible à très sévère (approche dimensionnelle). Finalement, la troisième partie consiste en la création d’un portrait général de la personnalité du patient en se basant sur les données recueillies dans les deux premières parties, puis en la comparant aux portraits prototypiques des différents troubles afin d’en évaluer la correspondance. Cette comparaison permet d’évaluer le degré de similarité (approche dimensionnelle) entre la personnalité du patient et l’un ou l’autre des portraits prototypiques des différents Troubles de la personnalité.

### Trouble du déficit de l'attention
Quelques propositions ont été faites pour améliorer le critère diagnostique lié à l'âge lorsque les symptômes apparaissent. Cette proposition vise à changer le critère diagnostique des symptômes présents avant l'âge de sept ans en symptômes présents avant l'âge de douze ans.
Il est suggéré que, dans les problèmes de concentration et d'hyperactivité/impulsivité, un minimum de quatre symptômes devaient[pas clair] être identifié chez les individus âgés de 17 ans ou plus. Le critère actuel du DSM-IV-TR[pas clair] visant à identifier six symptômes serait[pas clair] appliqué chez les adolescents âgé de 16 ans ou moins.

### Trouble hypersexualité
Le trouble hypersexualité est proposé en tant que nouvelle catégorie. Le diagnostic s'appliquerait aux individus faisant l'expérience des symptômes indiqués (majeure partie du temps utilisée pour les accomplissements sexuels, utilisation du sexe en compensation de la déprime ou du stress, efforts répétés mais infructueux pour contrôler ou réduire de façon significative ces fantasmes, etc.),. Par ailleurs, il serait uniquement appliqué si le problème persiste durant six mois ou plus, lorsqu'un individu est en présence d'une détresse personnelle ou se sent complexé à cause de ces symptômes, et lorsque le problème n'est pas directement causé par une substance médicamenteuse ou par d'autres critères. Cette suggestion présente un diagnostic officiel qui serait également spécifié et désignerait le(s) comportement(s) problématiques liés aux cas suivants : masturbation, pornographie, cybersexe, etc.,.
Le terme de « trouble hypersexualité » a été choisi car il ne désigne aucune cause (connue) de l'hypersexualité. Une suggestion faite pour ajouter l'addiction sexuelle à la classification du DSM a été rejetée par l'APA,.
Le DSM-IV-TR montre le « trouble sexuel non spécifié », s'appliquant à, parmi d'autres conditions, « un désarroi découlant d'un mode de relations sexuelles répétitives impliquant une succession de partenaires sexuels que l'individu ne perçoit que comme des objets dont on se sert. »

## Critiques
Le DSM-5 est critiqué avant même sa publication et fait l'objet de polémiques et de controverses : des pétitions, des appels au boycott, des livres dénonçant un ouvrage dangereux qui crée des maladies mentales et n'a pas de fondement scientifique, qui sert l'industrie pharmaceutique avec un risque de surdiagnostic et donc de surmédicalisation. 
Aux États-Unis, un ancien rédacteur de DSM-IV-TR, Allen Frances, et le National Institute of Mental Health, notamment par l'intermédiaire de son directeur, Thomas R. Insel,,, ont émis des critiques en ce sens.